# 物品役務相互提供協定
物品役務相互提供協定（ぶっぴんえきむそうごていきょうきょうてい、英語: Acquisition and Cross-Servicing Agreement、ACSA）は、異なる国の軍隊が食糧・燃料・輸送・弾薬・装備など一般的な支援を相互に行えるようにする協定であり、主にアメリカ合衆国とそのNATO加盟国またはパートナー諸国との間での二国間ベースでの協議により締結される。この協定は、いかなる形であれ、相手国に軍事行動を約束するものではない。日本と韓国は米国以外の国とACSAを締結している。
2014年12月18日時点で、米国は102か国とACSAを締結しており、さらに78か国がACSA締結の資格を有し、ほとんどのNATO諸国のほか、NATO保守整備補給機関（NSPA）・変革連合軍 ・欧州連合軍最高司令部（SHAPE）がこれに含まれる。 ACSAは、兵站の負担を軽減し、相互運用性の向上・作戦準備の強化・費用対効果の高い共同支援を現地司令部に提供することから、兵站における重要な要素とみなされている。 ACSAは、現金、現物での交換、または同等の価値の交換のいずれかでの払い戻しと引き換えに、2つの当事者間で物資供給を提供するメカニズムを確立することによってこれを実現する。

## 米国における歴史
物品役務相互提供協定（ACSA）法（旧称「NATO相互支援法」）は、米国と他のNATO軍との間の後方支援・補給品・サービスの交換を簡素化するために制定された。その後、1987年に改正され てACSA締結対象が非NATO諸国政府にも広げられ、1989年と1990年にさらに改正された。また、後方支援・物資・サービスの同等価値交換（EVE）が義務付けられており、国連機関ともACSAを締結して機材の貸借することも認められている。前年度のすべてのACSA取引を記載し、次年度の予測要件をリストアップした年次報告書が義務付けられている。
ACSAでは戦闘指揮官と戦務構成部隊または準統合軍に展開している米軍のロジスティクスサポートの要求を満たすための権限が与えられ、訓練・演習・軍事作戦中の相互兵站支援を取得・提供することや、外国軍の兵站資産を迅速に入手することを可能にしている。